# ماريا غلاديس
ماريا غلاديس (بالبرتغالية: Maria Gladys‏) هي ممثلة برازيلية، ولدت في 23 نوفمبر 1939 في البرازيل.

## وصلات خارجية
- ماريا غلاديس على موقع IMDb (الإنجليزية)
- ماريا غلاديس على موقع قاعدة بيانات الفيلم (الإنجليزية)